# Kon Live Distribution
Kon Live Distribution is een platenlabel, opgericht door de Amerikaanse zanger Akon. Het label opereert vanuit de Verenigde Staten en brengt voornamelijk hiphop-, r&b- en reggaemuziek uit. Het bedrijf is een zusterbedrijf van Konvict Muzik.
Ray Lavender was de eerste artiest die getekend werd bij Kon Live.

## Artiesten
- Ray Lavender
- Lady Gaga
- Jeffree Star
- Kardinal Offishall
- Colby O'Donis
- Ya Boy
- Brick & Lace
- Von Smith
- Natalia Kills
- Flight Case for Sushi[2]

### Discografie
- Kardinal Offishall – Not 4 Sale (2008)
  - Singles: "Dangerous", "Set It Off", "Burnt", "Numba 1 (Tide Is High)"
- Colby O'Donis – Colby O (2008)
  - Singles: "What You Got", "Don't Turn Back"
- Lady Gaga – The Fame (2008)
  - Singles: "Just Dance", "Beautiful, Dirty, Rich", "Poker Face", "Eh, Eh (Nothing Else I Can Say)", "LoveGame", "Paparazzi".
- Lady Gaga – The Fame Monster (2009)
  - Singles: "Bad Romance", "Telephone", "Alejandro", "Dance in the Dark"